# José de Palafox y Melzi
José Rebolledo de Palafox y Melzi, duc de Saragossa (Saragossa, 28 d'octubre 1775 - Madrid, 15 de febrer de 1847), va ser un militar espanyol, que va participar com a capità en el setge de Saragossa a la Guerra del Francès. Per les seves idees liberals va tenir alts i baixos en la seva carrera. Va acabar els seus dies a Madrid després de dirigir el Panteó d'homes il·lustres, on va morir el 1847.

## Biografia
Procedia de família noble (era el tercer fill dels Marquesos de Lazán, Juan Felipe de Rebolledo Palafox i de Paula Melzi d'Eril) i va ser educat a la Cort Espanyola. Pertanyia al cos de Reials Guàrdies de Corps des de 1792. En esclatar la Guerra de la Independència el 1808, Palafox ja era brigadier i va acompanyar Ferran VII a Baiona. Després d'intentar infructuosament, junt amb d'altres, preparar la fugida de Ferran VII, es va escapar a Espanya i després d'un curt període de retir, es va situar al capdavant de la resistència aragonesa.
El 25 de maig de 1808 el poble el va proclamar governador de Saragossa i capità general d'Aragó, després d'assaltar els ciutadans el palau de la Capitania General i capturar l'antic capità general Jorge Juan de Guillelmi.

## El setge de Saragossa
Una vegada nomenat capità general d'Aragó (1808), i malgrat la falta de diners i de tropes regulars, no va perdre temps i va declarar la guerra a França, les tropes de la qual ja havien envaït els territoris veïns de Catalunya i Navarra. L'atac de les tropes franceses no es va fer esperar i així van començar el setge de Saragossa.
Saragossa, ciutat gairebé oberta, tenia defenses antiquades i escasses i hi havia poca munició i vitualles, encara que abundants fusells. Les defenses van resistir, però poc temps. Tanmateix, va ser a partir d'aquell moment que va començar la resistència. Després d'un mes de setge i diversos assalts fracassats, els francesos van llançar un gran assalt general a trenc d'alba del 4 d'agost. Un cop superades les defenses exteriors, els francesos van entrar a la ciutat, lluitant-se cos a cos als carrers. Després de diverses hores les tropes assaltants controlaven mitja ciutat, però el germà de Palafox va aconseguir forçar la seva entrada a la ciutat amb 3.000 homes. Estimulats per les crides de Palafox i els implacables i resolts patriotes que lideraven al poble, els habitants van decidir resistir metre a metre la presa dels barris que quedaven en el seu poder. La idea era retirar-se al barri del Raval, a l'altre costat de l'Ebre, si fos necessari destruint el pont en cas extrem. La lluita, que es va estendre nou dies més, va acabar amb la retirada de les tropes franceses el 14 d'agost, després d'un setge que havia durat 61 dies en total.
Palafox va intentar aprofitar la situació i va realitzar una curta campanya a camp obert. Però quan l'exèrcit del mateix Napoleó va entrar a Espanya i va derrotar un exèrcit rere l'altre, Palafox es va veure obligat a retirar-se a Saragossa.
Saragossa va patir un segon setge encara més memorable que el primer. El setge va acabar després de tres mesos amb la caiguda de Saragossa a mans franceses. La ciutat havia caigut pel fi de la resistència, ja que es trobava en ruïnes i la lluita i les malalties, sobretot la pesta, havien reduït a menys de la meitat a la població. La capitulació es va realitzar amb l'oposició de Palafox, que es trobava malalt. El nombre de víctimes espanyoles va ser sorprenent, xifrant-se en unes 54.000 persones (militars i civils), quan el cens de 1805 donava un total de 48.000 habitants per a Saragossa.
Les seves tropes van ser derrotades pel general Joseph Léopold Sigisbert Hugo en la batalla lliurada al paratge de penya l'Àguila, a Anguita (Guadalajara).

## Després del setge de Saragossa
Després del setge de Saragossa va sofrir presó a França, en Vincennes, i no va poder tornar a Espanya fins a desembre de 1813 amb la firma del tractat de Valençay. El juny de 1814 va ser restaurat en les seves funcions com a capità general d'Aragó, però es va retirar poc després i va deixar de participar en la vida pública. De 1820 a 1823 Ferran VII el va nomenar comandant de la Guàrdia Reial, però més tard li va treure tots els seus honors i càrrecs per les seves simpaties amb els liberals. Palafox es va mantenir retirat molts anys. Maria Cristina de Borbó-Dues Sicílies el va nomenar duc de Saragossa. A partir de 1836 va prendre part de nou en els assumptes militars i polítics com a capità general d'Aragó i senador.
És enterrat a la cripta de la Basílica de la Mare de Déu del Pilar de Saragossa.